# Jäger (Militär)

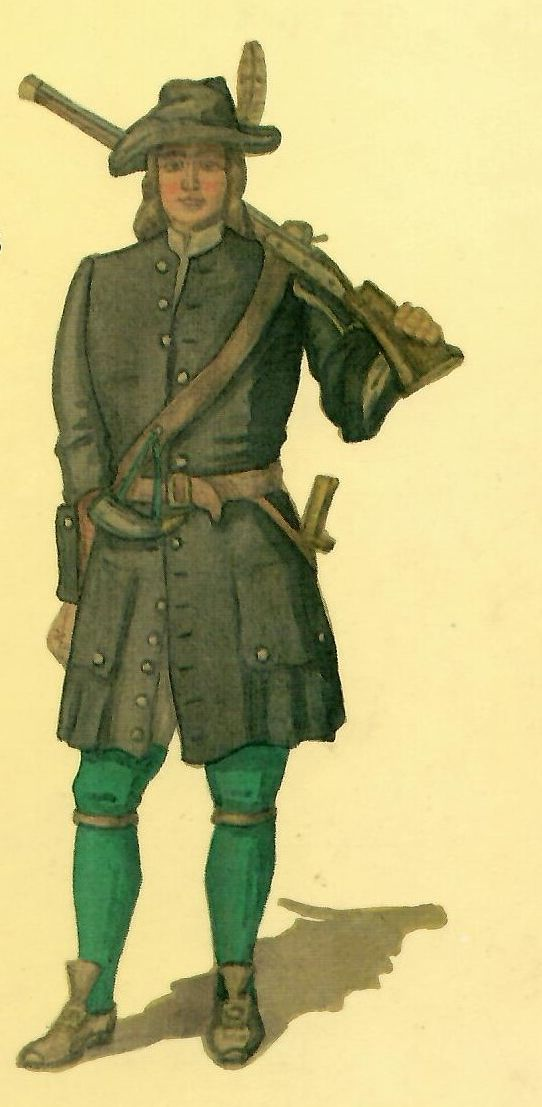
Jäger Hessen-Kassel, 1631. Wilhelm V. (Hessen-Kassel) ließ 1631 die ersten Jägereinheiten aufstellen, die die Aufgaben heutiger Scharfschützen hatten.

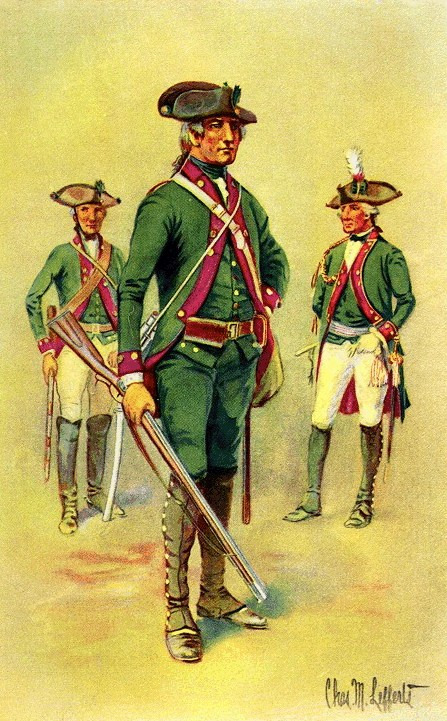
Jäger aus Hessen-Kassel, 1776–1783

Jäger steht in deutschsprachigen Streitkräften für eine „mit der Büchse bewaffnete, vorwiegend zum Einsatz im zerstreuten Gefecht bestimmte Truppengattung der Infanterie“. Sie wurde 1631 in der Landgrafschaft Hessen-Kassel aus ausgebildeten Berufsjägern und Förstern erstmals und später auch in anderen deutschen Armeen aufgestellt. Die im jagdlichen und forstlichen Berufsleben bereits selbständig handelnden Jäger führten im Rahmen einer Auftragstaktik das Gefecht nach Befehl selbständig und ohne direkten Kontakt zur Führung. Die Rekruten kamen meist aus entsprechenden Familien und wurden beruflich nach ihrer Ausbildung mit Stellen im Forstwesen versorgt. Sie verfügten berufsbedingt über bessere Schießfertigkeiten und ausgeprägtere Fähigkeiten zur Orientierung im Gelände, was im Schützengefecht sowie im Vorposten- und Erkundungsdienst von Vorteil war. Die Jäger sind von den leichten Kompanien im Schützenschleier und Grenadieren der Linieninfanterie-Regimentern zu unterscheiden. Siehe auch Jäger als Scharfschützen: Wurzeln und erste Anfänge

## Truppengattung
Die Jägertruppe gehört zur leichten Infanterie. Die Bezeichnungen Grenadier, Füsilier und Jäger werden je nach Land und Militärtradition heute für Motorisierte Infanterie und Mechanisierte Infanterie synonym benutzt. Im Französischen werden Jäger als Chasseurs à pied, im englischen als Light Infantry oder Rifles und in Italien als Bersaglieri bezeichnet.
Die Bedeutung der Jäger als Truppengattung ging im 19. Jahrhundert in dem Maße zurück, wie auch die (Linien-)Infanterie mit Gewehren mit gezogenem Lauf ausgerüstet wurde und sich die Ausbildung für das Schützengefecht allgemein durchsetzte.
Auftrag heute ist der infanteristische Kampf im bedeckten und durchschnittenen Gelände im Waldkampf sowie urbanem Gelände im Orts- und Häuserkampf, auch nach Luftlandung mit Hubschraubern.
„Jäger“ ist der unterste Mannschaftsdienstgrad der Jägertruppe (Bundeswehr), Gebirgsjägertruppe (Bundeswehr) und der Fallschirmjägertruppe (Bundeswehr).
Besonderheit Kaiserheer bis 1918, Jägertruppen
- Jäger = unterster Mannschaftsrang
- Oberjäger = Unteroffizier in anderen Truppengattungen

## Auftrag

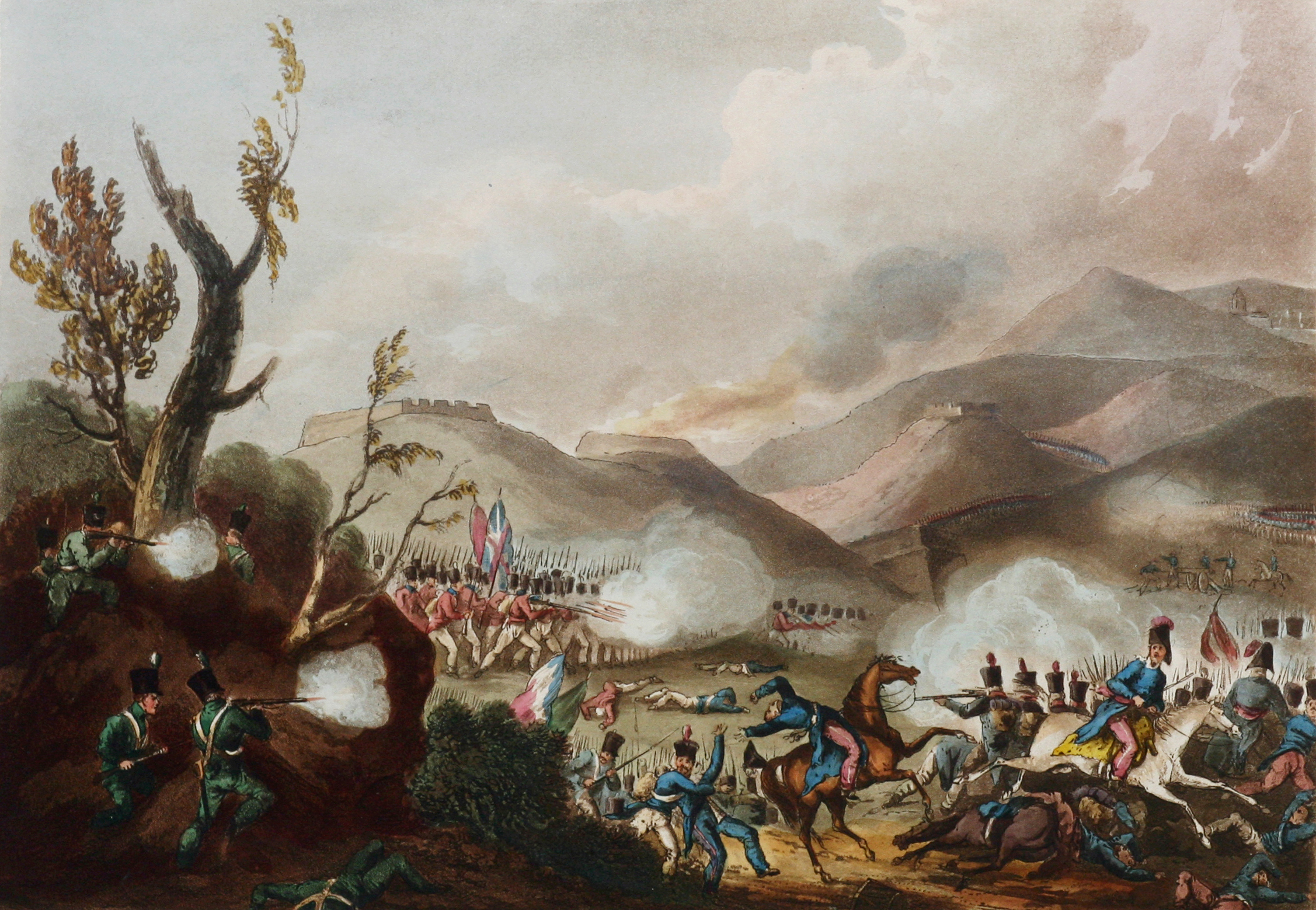
Britische Jäger (links in grüner Uniform) nehmen in der Schlacht von Buçaco (1810) französische Truppen von der Flanke her unter Beschuss

Die Jägertruppe hatte in der Frühzeit den Auftrag, der eigenen Armee voraus und in deren Flanken aufzuklären und im gezielten Schuss Offiziere und Kanoniere gefechtsunfähig zu machen, um die Gefechtskraft gegnerischer Armeen herabzusetzen. Der Drill, der für die Linientruppen galt, wurde dazu weniger streng angewendet. Bei den Jägern stand nicht das möglichst „automatenhafte“ Ausführen von Schieß- und Ladeabläufen in dichter Formation und ein Aufmarschieren in geschlossener Gefechtskolonne im Mittelpunkt, sondern das selbständige Ausnutzen des Geländes und der gezielte Schuss auf ausgewählte Ziele. Daher führten die Jäger als Signalinstrumente auch nur Jagdhörner und nie Trommeln. Die Jäger sollten in lockerer Aufstellung und kleineren Einheiten operieren, die nicht an geschlossene Formationen gebunden waren, und bewachsenes und durchschnittenes Gelände sowie Deckung möglichst gut ausnützen. So stand naturgemäß der gezielte scharfe Schuss im Vordergrund der Ausbildung. Es wurde häufig auf Zielscheiben geübt, was es zu dieser Zeit bei der Infanterie nicht oder kaum gab.
Die Jägereinheiten operierten vergleichsweise unabhängig, da sie unmittelbar einem höheren Befehlshaber unterstellt waren. Entscheidungen wurden durch das aufgelöste Gefecht auf die untere Führungsebene mit kleinen Jägertrupps verlagert. Der einzelne Jäger sollte im Gegensatz zur Linientruppe, bei deren Kampf es vor allem darum ging, den Gegner aus der dichten Formation mit einem weitgehend ungezielten Kugelhagel einzudecken, in der Lage sein, selbständig Ziele auszuwählen und mit einem gezielten Schuss zu treffen.
Überliefert ist in diesem Zusammenhang ein Ausspruch Friedrichs des Großen, als seine Jäger unter dem Oberst Bouton des Granges im Gleichschritt an ihm vorbei paradierten – „Wollt ihr wohl auseinander, ihr Schäker“. Dieser neuartige Ansatz eines selbständig kämpfenden Soldaten manifestierte sich auch in einem anderen Verhältnis der Offiziere zu ihren Jägern. Wurde der gemeine Soldat in einem Linienregiment als „Hundsfott“ abgetan und auch gelegentlich angeredet, war es in der Jägertruppe üblich, sich im damals als vornehm geltenden Französisch als Monsieur (dt. „Herr“) anzusprechen. In diesem Sinn ist auch heute noch traditionell in der englischen Armee üblich, dass bei den Rifles, die aus den deutschen Jägertruppen stammen, die Offiziere wöchentlich einmal mit den Mannschaften und Unteroffizieren zusammen das Essen einnehmen.

## Bewaffnung und Ausrüstung
Dieser Ansatz schlug sich auch in der Ausrüstung nieder. Jäger kämpften mit Büchsen, den gezogenen Jagdgewehren, die sie in der Anfangszeit selber mitbrachten und die im Gegensatz zu den Musketen der Infanterie einen präzisen Schuss ermöglichten. Diese Gewehre waren mit einem Stecher versehen. Typisch war, dass die Jäger das Gewehr nicht wie die Infanterie über die rechte Schulter gehängt trugen, sondern in der jagdlichen Jägertrageweise unter dem rechten Arm mit dem Gewehrriemen über der Schulter, so dass die Laufmündung nach vorne oben zeigte.
Die heutige militärische Jägertrageweise – unter dem rechten Arm mit dem Gewehrriemen über der Schulter, schräg nach vorne auf den Boden gerichtetem Lauf und „den Finger lang am Abzug“ (durchgestreckter Zeigefinger am Abzugbügel) – kam erst mit der Einführung von Sturmgewehren auf und erlaubt eine schnellere Schussbereitschaft oder einen Deutschuss auf überraschend auftauchenden Feind.
Im Gegensatz zur Linieninfanterie, welche mit dem Bajonett ausgerüstet war, trugen die Jäger einen Hirschfänger als Seitenwehr oder ein Kurzschwert mit Parierkorb. Dieser wurde bis ins 19. Jahrhundert nicht aufgepflanzt, da sonst auch die Läufe beschädigt worden wären, sondern diente nur als blanke Seitenwaffe, da mit den kürzeren Büchsenläufen ein Bajonettkampf nicht geführt werden konnte. Als sich die waffentechnische Sonderstellung der Jäger mit ihren gezogenen Läufen nach 1849 durch Einführung von Minié- bzw. Hinterladergewehren verlor und für Jäger und Linieninfanterie meist einheitliche Langwaffen ausgegeben wurden, wurde auch das Seitengewehr aufgepflanzt.
Im 19. Jahrhundert verfügten Jäger über eine geringere Menge an Ausrüstung, was einerseits den weitgehenden Verzicht auf Bagagewagen ermöglichte und damit die Bewegungsfähigkeit im unwegsamen Gelände erhöhte, andererseits Probleme beim Biwak und bei der Versorgung der Truppe aufwarf.

## Uniformierung und Tradition

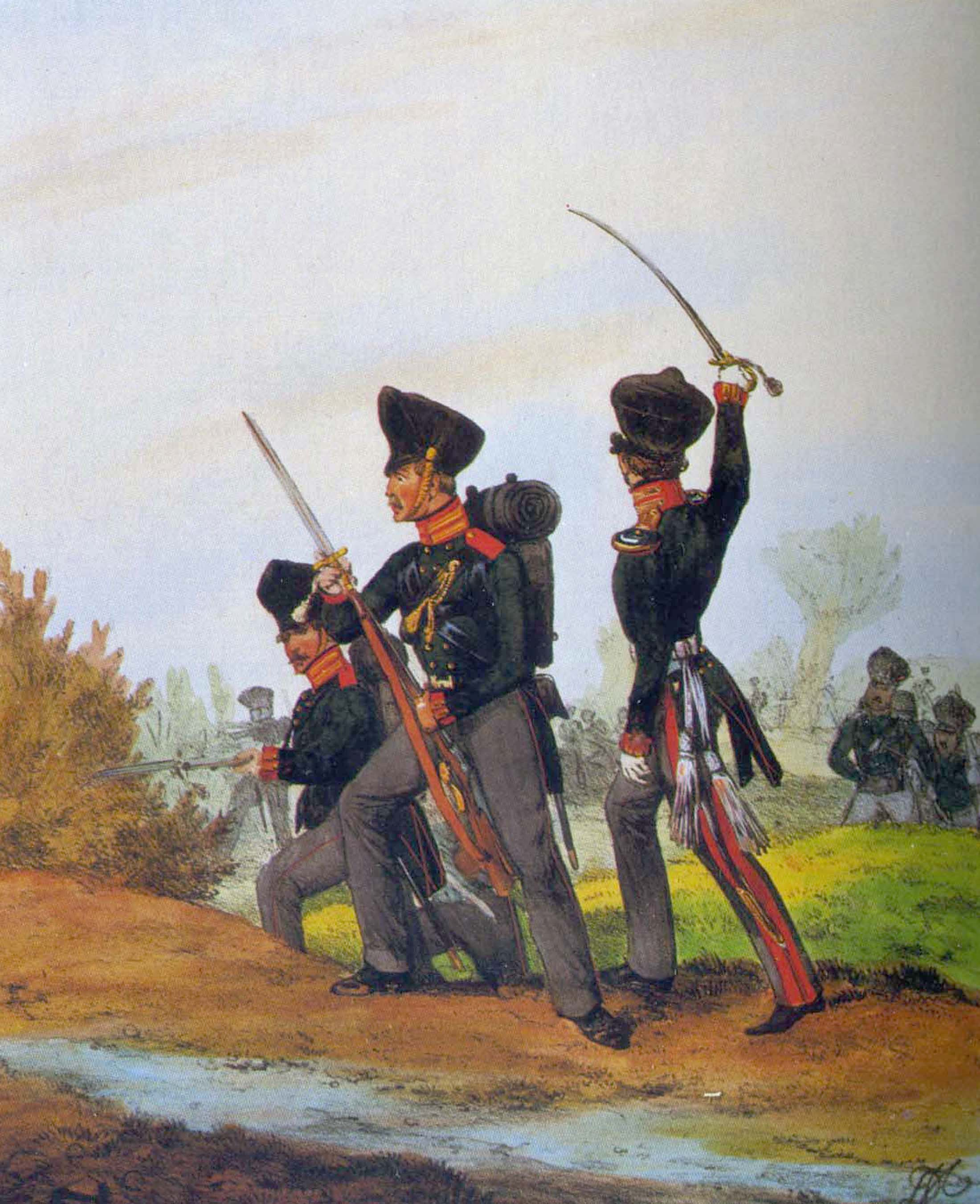
Jäger der kurhessischen Armee um 1840

Die Uniformen der Jägereinheiten waren meist grün und/oder braun. Glitzernde Ausrüstungsgegenstände wurden im Einsatz in der Regel abgedeckt bzw. getarnt. Als Signalinstrument diente die Naturtrompete, die sich bis heute neben Hirschgeweih, Eichenblatt und Saukopf vielfach in den Bataillonswappen wiederfindet.
Jäger führten traditionell nur Hörner und keine Pauken und Trommeln wie die Infanterie oder Kavallerie. Bei den Blechblasinstrumenten der Militärkapellen der Jäger bildeten sich nationale Besonderheiten heraus, so in Frankreich die Trompe de Chasse, in England das Clairon, in Deutschland diente das Waldhorn und wie bei der Infanterie das Bügelhorn als Signalinstrument.
Das Fürst-Pless-Horn, benannt nach Hans Heinrich XI., Fürst von Pless, dem Oberstjägermeister unter den Kaisern Wilhelm I. und Wilhelm II., fand erst zu dieser Zeit Eingang in die Jäger- und Schützeneinheiten des deutschen Bundesheeres, die ab dieser Zeit das kreisförmige Signalhorn zum Unterschied von der Infanterie mit dem Bügelhorn führten, und nachfolgend im zivilen Weidwerk, da die im deutschen Bundesheer dienenden Förster und Berufsjäger es wie die militärische Signale mit ins Zivilleben nahmen und zu Jagdsignalen umwidmeten.
Besonderheit der Jäger sowohl in England als auch in Italien und Frankreich ist eine höhere Schrittzahl im Marsch mit 140 Schritten je Minute. Diese glich in früheren Zeiten den Einsatz in schwierigem Gelände und gegenüber der Kavallerie aus, da die Jäger in den Flanken mit der Linieninfanterie und der berittenen Truppe Schritt halten mussten. Gepflegt wird dies noch in der britischen Armee von den Royal Green Jackets, heute The Rifles mit dem Eilmarsch als double pass in der Parade und bei den Bersaglieri, der von den Signalhörnern begleitet wird.
Traditionell grüßt die deutsche Jägertruppe mit „Horrido“ und antwortet mit einem „joho“. Als Jägerwetter wird militärisch eine Wetterlage mit Starkregen und Kälte bezeichnet, da Jäger besonders unter diesen widrigen Bedingungen kämpfen können. Wollte man die Jägertruppe und ihre Gefechtsweise zur Zeit des Absolutismus mit der heutigen militärischen Zeit vergleichen, so waren die (auch in den Flanken operierenden) Jäger für fast 400 Jahre die Sondereinsatzkräfte ihrer Zeit.
Besondere Kopfbedeckung der Jägertruppen der deutschen Armeen war der Tschako, im Gegensatz zur Pickelhaube der Infanterie oder anderen Kopfbedeckungen der traditionellen Truppengattungen der Kavallerie, Artillerie oder Pioniere.
Die Jäger werden für den speziellen Einsatz zum Schutz der Flanken, rückwärtiger Gefechtsräume, urbanes Gelände und als Scharfschützen eingesetzt. In der Bundeswehr gibt es aktuell (Stand 2023) fünf aktive Jägerbataillone und ein nichtaktives Jägerbataillon, sowie zwei ebenfalls nichtaktive Unterstützungsbataillone.

## Jäger in der Kavallerie

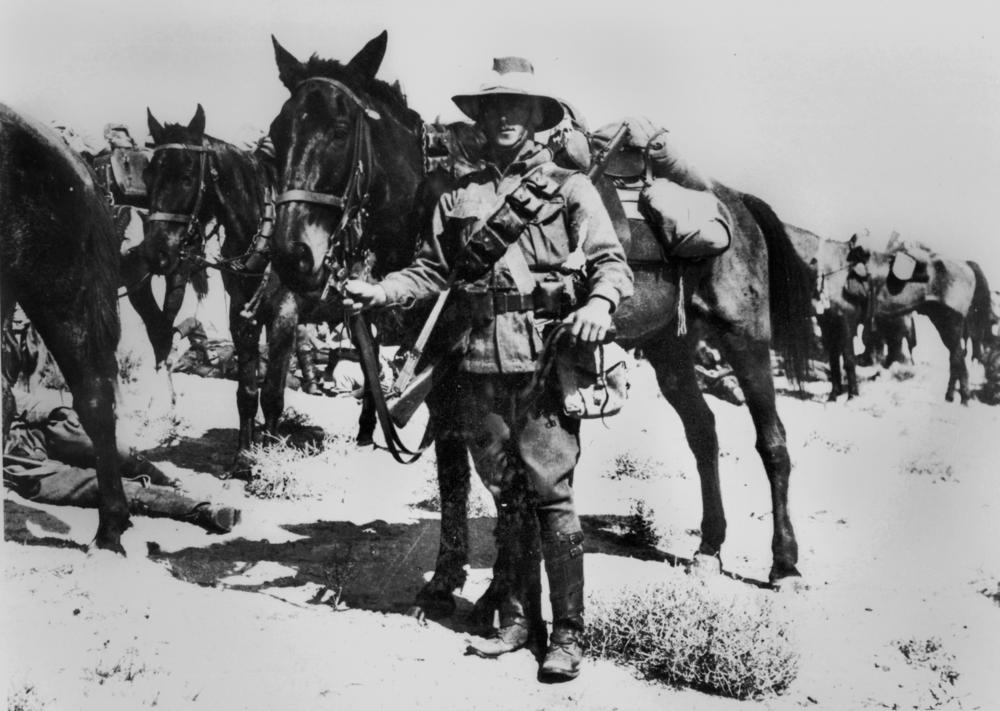
Ein Lighthorseman der ANZAC Mounted Division, Naher Osten 1917

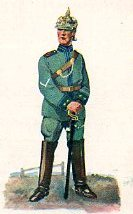
Jäger des Jäger-Regiment zu Pferde Nr. 6

Bei der Kavallerie wurden ab der zweiten Hälfte des 18. Jahrhunderts verschiedene Regimenter als Jäger zu Pferde der leichten Reiterei ähnlich den Husaren aufgestellt. Anders als diese waren die Jäger zu Pferd nicht mit bunten Uniformen mit von Regiment zu Regiment unterschiedlicher Grundfarbe und Pelzbesatz ausgestattet, sondern trugen meist dunkelgrüne Uniformen.
Die Jäger zu Pferde unter Napoleon Bonaparte und verbündete Truppen führten das Gefecht zu Pferd in loser Formation, waren aber wie der Großteil der Kavallerie mit glattläufigen Langwaffen ausgestattet. Nur die berittenen Karabiniers hatten gezogene Karabiner, und meist der schweren Kavallerie zugerechnet und wie diese in geschlossener Formation eingesetzt wurden. Der Kaiser selbst trug meist die kleine Uniform seiner Chasseurs à cheval de la Garde impériale.
In Italien, wo sie der leichten Reiterei eingereiht waren, entwickelte sich daraus mit den Carabinieri eine paramilitärische Polizeitruppe, die den deutschen Landjägern glich.
In Preußen diente das Reitende Feldjägerkorps als Meldereiter, während die 13 Regimenter der Jäger zu Pferde den Namen vor allem ihrer Entstehung als Meldereiter-Detachements verdankten, obgleich die Uniform an die Kürassiere angelehnt war und Auftrag wie Ausrüstung sich kaum mehr von der bei ihrer Errichtung bereits stark vereinheitlichten Kavallerie unterschieden. Von 1901 bis 1913 wurden in der preußischen Armee 13 Jäger-Regimenter zu Pferde aufgestellt. Aus den Regimentern Nr. 2 und Nr. 6 wurde zusammen mit anderen Kavallerie-Einheiten im Frühjahr 1918 die Garde-Kavallerie-Schützen-Division gebildet.
Bei den „Mounted Rifles“ und „Light Horse“ der ANZAC Mounted Division handelte es sich um berittene Jäger der Infanterie, die ihre Pferde in der Regel nur zu Transportzwecken verwendeten. Bei der Schlacht von Beerscheba 1917 gelang ihnen die letzte erfolgreiche Kavallerieattacke eines Großverbandes zu Pferde, wobei sie ihre Langbajonette wie Säbel einsetzten.
In der Wehrmacht bildeten die spät im Krieg gebildeten Füsilierbataillone der vormaligen Aufklärungsbataillone die Fortführung in der Gefechtsführung eines Großverbandes.

## Geschichte der Jägertruppe in Deutschland

### Von der Entstehung bis zu den Revolutionskriegen

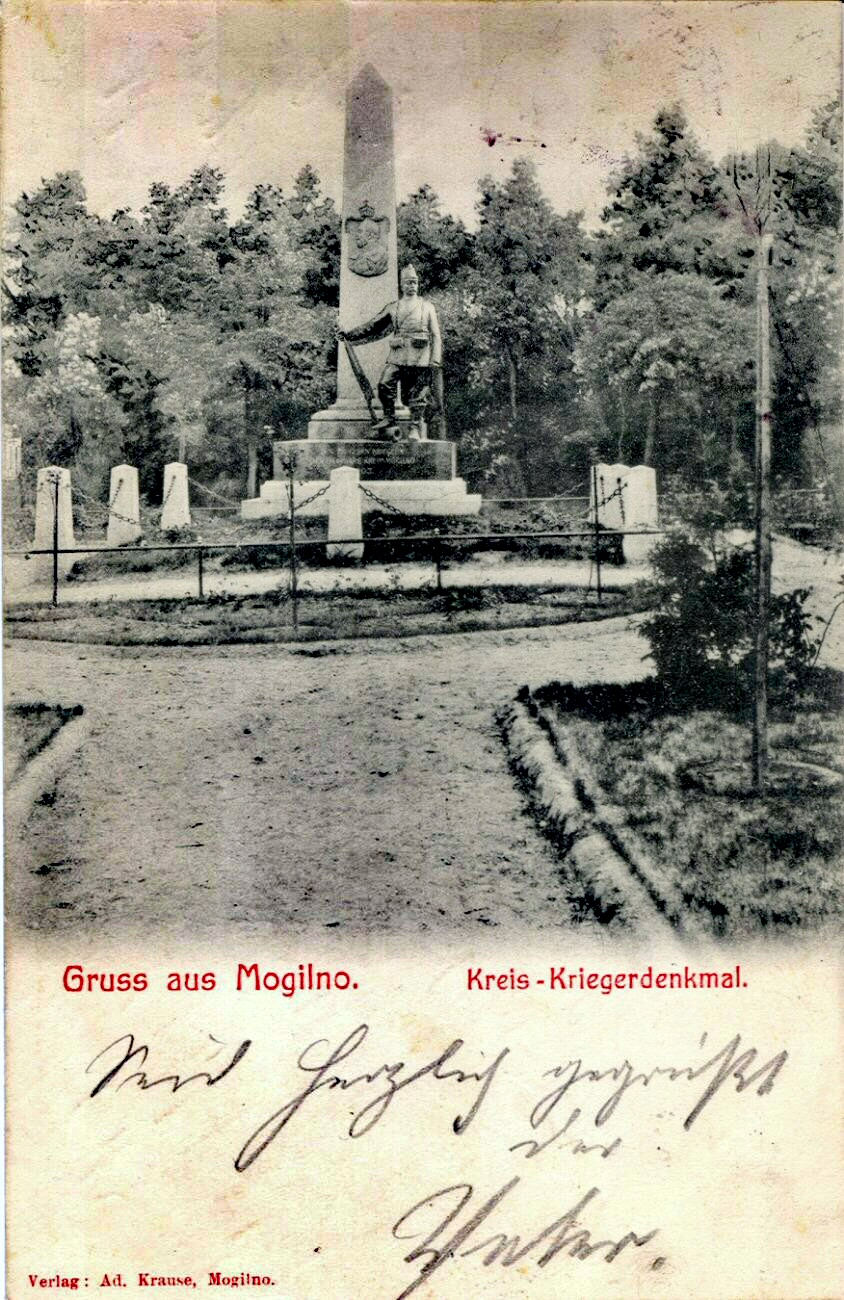
Ein bronzener preußischer Jäger bewacht das Kriegerdenkmal in Mogilno (Provinz Posen)

Die Bildung der Jägertruppe erfolgte im 17. Jahrhundert aus dem Bestreben die Wirksamkeit des Feuergefechts der Infanterie zu erhöhen. Erste Jägereinheiten als Scharfschützen wurden schon zu Zeiten des Dreißigjährigen Krieges aufgestellt. Die auch als Scharf- oder Büchsenschützen bezeichneten Jäger führten als erste Gewehre mit gezogenem Lauf, die die Treffsicherheit erheblich steigerten. Diese brachten die Jäger in der Anfangszeit der Truppe selber mit. Die aus Jägern und Forstleuten bereits 1631 unter der Regentschaft von Landgraf Wilhelm V. von Hessen-Kassel aufgestellte Jägertruppe ist die älteste im deutschen Sprachraum. Die Soldaten der Jägertruppe rekrutierten sich im Besonderen aus der Landbevölkerung. Diesen vergleichbar waren die Schützenbataillone, die sich aus bürgerlichen Soldaten rekrutierten, die Schießerfahrung aus Schützengesellschaften der Städte mitbrachten. Auf das Konzept der hessischen Einheiten gingen die später in Preußen mit dem Garde-Jäger-Bataillon und weitere Verbände für jedes preußische Armeekorps als Korpstruppe sowie die in den anderen deutschen Staaten aufgestellten Verbänden der Jäger zurück.
1641 bestimmte Maximilian I. von Bayern eigens Wilhelm von Maxlrein zum fürstlichen Oberstjägermeister, der bei der Musterung der Soldaten für die Landesdefension die Jäger und Förster in Jägerkompanien zusammenfasste (s. a. Gebirgsschützen), aus denen 1642 ein Schützen- und Jägerregiment gebildet wurde. 1643 verfügte das Herzogtum Bayern bereits über 2368 Mann dieser geschulten Schützen. Es wurden aber nicht wahllos alle Jäger oder Förster in die Jägerkompanien eingebunden. So berichtet eine Quelle, dass mehrere Männer nicht über die erforderlichen Waffen- und Schießfertigkeiten verfügten und so in reguläre Infanteriekompanien versetzt wurden.
Ab 1674 rekrutierte Brandenburg Scharfschützen oder Jäger, vor allem aus dem Piemont. Zunächst wurden sie einzelnen Kompanien beigeordnet, bei der Belagerung von Bonn stellten sie eine eigene Kompanie mit 143 Mann. Ende des 17. Jahrhunderts verschwanden die Jäger und wurden erst mit den aus zwei Jägerkompanien bestehenden Korps Jäger zu Fuß 1744 fester Bestandteil der preußischen Armee. Bei der Schlacht bei Minden am 1. August 1759 hinterließen die preußischen Jäger einen großen Eindruck auf die verbündeten britischen Offiziere. In seinem 1814 erschienenen Buch über das Schießen beschrieb der britische Oberst George Hanger, dass die wohlgezielten Büchsenschüsse der preußischen Jäger, die versteckt aus einem kleinen Waldstück agierten, einige französische Offiziere auf dem offenen Feld zu Fall brachten.
Die Besetzung der Offizierstellen erfolgte häufiger mit Bürgerlichen als in den „höherrangigen“ älteren Infanterieregimentern, in denen das Offizierkorps fast ausschließlich aus Adeligen bestand. So gehören heute noch die Leichte Infanterie der Rifles und der Gurkhas nicht zu den Linieninfanterie-Regimentern und stehen damit außerhalb der Rangordnung der Offiziere und Serganten – das Parachute Regiment bildet davon eine Ausnahme, nimmt aber auch nicht beim Trooping the Colour teil.
Die Soldaten der Jägertruppe wurden als Aufklärer, Scharfschützen und Plänkler außerhalb der regulären Schlachtordnung eingesetzt.
Die leichte Infanterie der Füsiliere bildete bei der Linieninfanterie für das zerstreute Gefecht das Gegenstück zu den Jägern. Bei der Kavallerie dienten die Karabiniers, die mit einem durch Züge zielgenaueren Karabiner ausgerüstet waren, als Büchsenschützen für das gezielte Feuergefecht. Nachteil der Büchsen mit ihrer besseren Treffsicherheit war die längere Ladedauer, da die Bleikugel mit dem Ladestock in den gezogenen Lauf gepresst werden musste.
Im Gegensatz zu den unsicheren Kantonisten, viele Fremde der damaligen Zeit wurden oft mit falschen Versprechen geworbenen, handelte es sich bei den Jägern um freiwillige Landeskinder mit Loyalität zu ihrem Landesherrn. „Die Flinte ins Korn werfen“ war damit bei den Jägerbataillonen so gut wie ausgeschlossen.
Der spätere königlich-preußische Generalmajor Philipp Ludwig Siegmund Bouton des Granges wurde 1759 Kompaniechef im Jägerkorps und stieg bis 1786 zum Chef des Jägerkorps zu Fuß auf. 1760 wurden die beiden Kompanien bei Charlottenburg von russischen Kosaken durch fehlerhafte Führung und Ausweichen über offenes Gelände aufgerieben, jedoch gleich darauf zu vier Kompanien wieder aufgestellt.
Unter den zahlreichen preußischen Freibataillonen des Siebenjährigen Krieges befanden sich verschiedene Jägerformationen, wenngleich diese von stark unterschiedlicher Qualität waren. Auch in Kurhannover stellte man mit dem Freytag’schen Corps einen solchen Verband auf.
Im Jahre 1780 übernahm der damalige Major und spätere Generalfeldmarschall Ludwig Yorck von Wartenburg (1759–1830) das Feldjägerregiment und entwickelte Grundsätze für die Gefechtsausbildung der Truppe, unter Nutzung der Erfahrungen aus dem Amerikanischen Unabhängigkeitskrieg (1775–1783) und der Erfahrungen im Einsatz der Tirailleure in Frankreich. Bei Altenzaun, nördlich von Stendal, lieferten die Yorckschen Jäger am 26. Oktober 1806 französischen Truppen erfolgreich Rückzugskämpfe. Die nach 1806 noch vorhandenen neun Jägerkompanien bildeten den Stamm für die in und nach dem nationalen Unabhängigkeitskrieg 1813/14 entstandenen Jäger- bzw. Schützenbataillone.

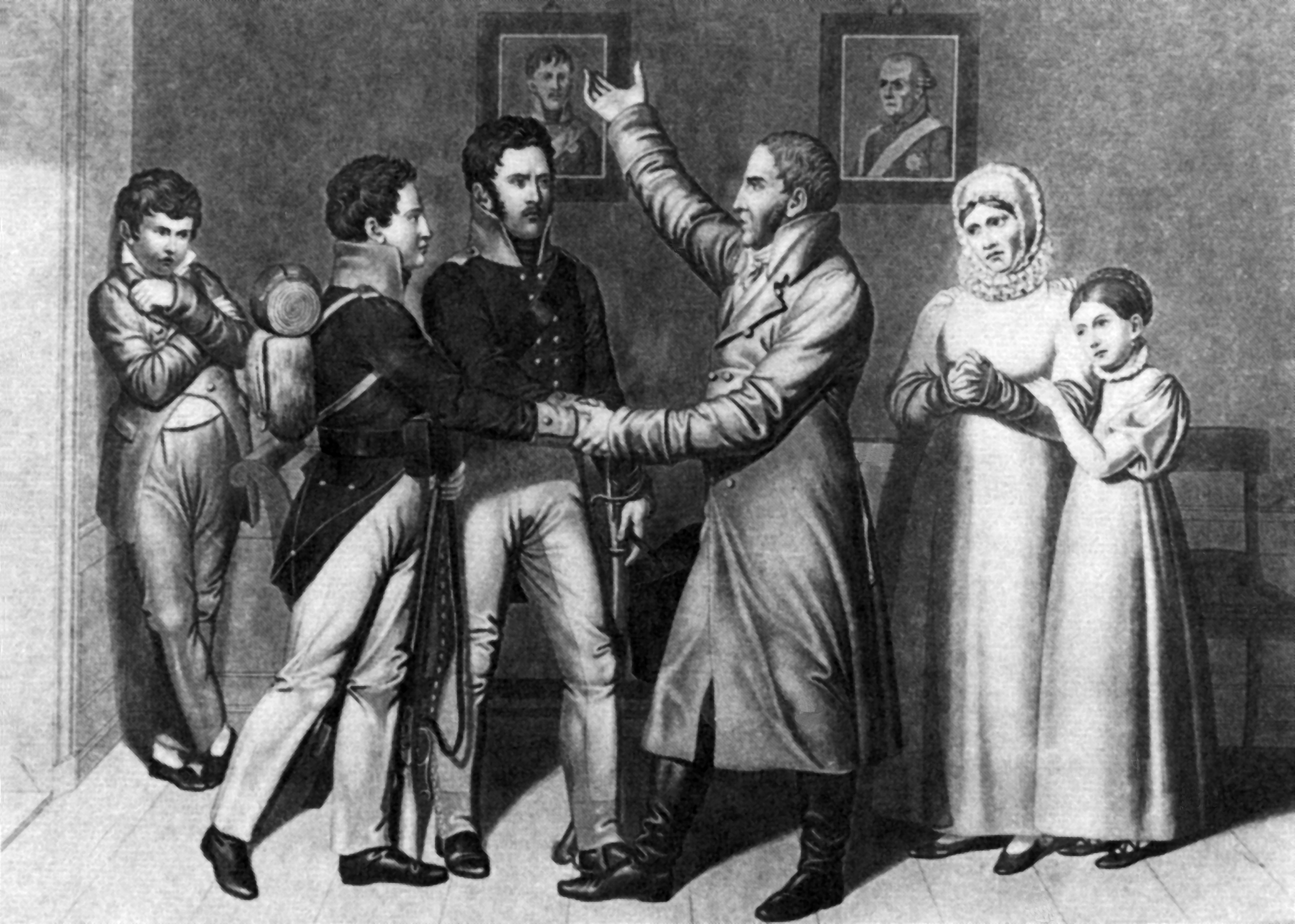
Abschied zweier freiwilliger Jäger von ihren Eltern (1813, Heinrich Anton Dähling)

Die im Rahmen des Amerikanischen Unabhängigkeitskrieges 1775–1783 auf englischer Seite als Subsidientruppen eingesetzten Jäger vor allem aus Hessen – in Amerika bekannt als Greencoats – erlangten bei den Amerikanern hohe Bekanntheit und waren gefürchtet (siehe Hessische Jäger im Amerikanischen Unabhängigkeitskrieg). Ein weiteres deutsches Land war Braunschweig, das Jägertruppen für den Kampf der Briten in Nordamerika stellte, die hier auf ihr nordamerikanisches Gegenstück trafen, die amerikanischen Ranger, deren erste Einheiten unter Major Robert Rogers als leichte Infanterie im French and Indian War aufgestellt wurden.
Der Ruf „Erbarme, die Hesse komme“ ist jedoch wohl eher auf die Übergriffe hessischer Grenadiere zurückzuführen als auf die Kampfweise der Jäger. Erstere machten nicht selten gefangene Kolonisten nieder, da diese die Grenadiere – aus Grenadiersicht regelwidrig aus einer Deckung heraus – in der Linie beschossen hatten.
Der früheste militärkundliche Beitrag über den Krieg außerhalb der Schlachtordnung der Linie – Abhandlung über den kleinen Krieg (Kassel 1785) – stammt von dem hessischen Feldjägerhauptmann und späteren General Johann von Ewald und verarbeitet vor allem dessen Erfahrungen aus dem amerikanischen Aufstand. Als Hauptmann führte Johann von Ewald, beim Rückzugsgefecht am Pass bei Portsmouth, erfolgreich 33 hessische Jäger gegen eine 800 Mann starke Übermacht, geführt vom Marquis de La Fayette. Als deren Bajonettangriffe im Feuer der verschanzten hessischen Jäger liegenblieb, forderte Lafayette die amerikanischen Riflemen an. So entstand eines der ersten bekannten Scharfschützengefechte. Die hessischen Jäger konnten aufgrund ihrer besseren Disziplin weiterhin die Oberhand behalten. Nach der britischen Kapitulation wurde ihm als Gefangener der amerikanischen Seite dennoch die Ehre zuteil Fort West Point besichtigen zu dürfen. Eine Einladung zum Verbleib in Amerika mit der Zusage für eine größere Landzuweisung von General Henry Knox lehnte Ewald höflich ab.

### Von den Scharnhorstschen Reformen bis 1919

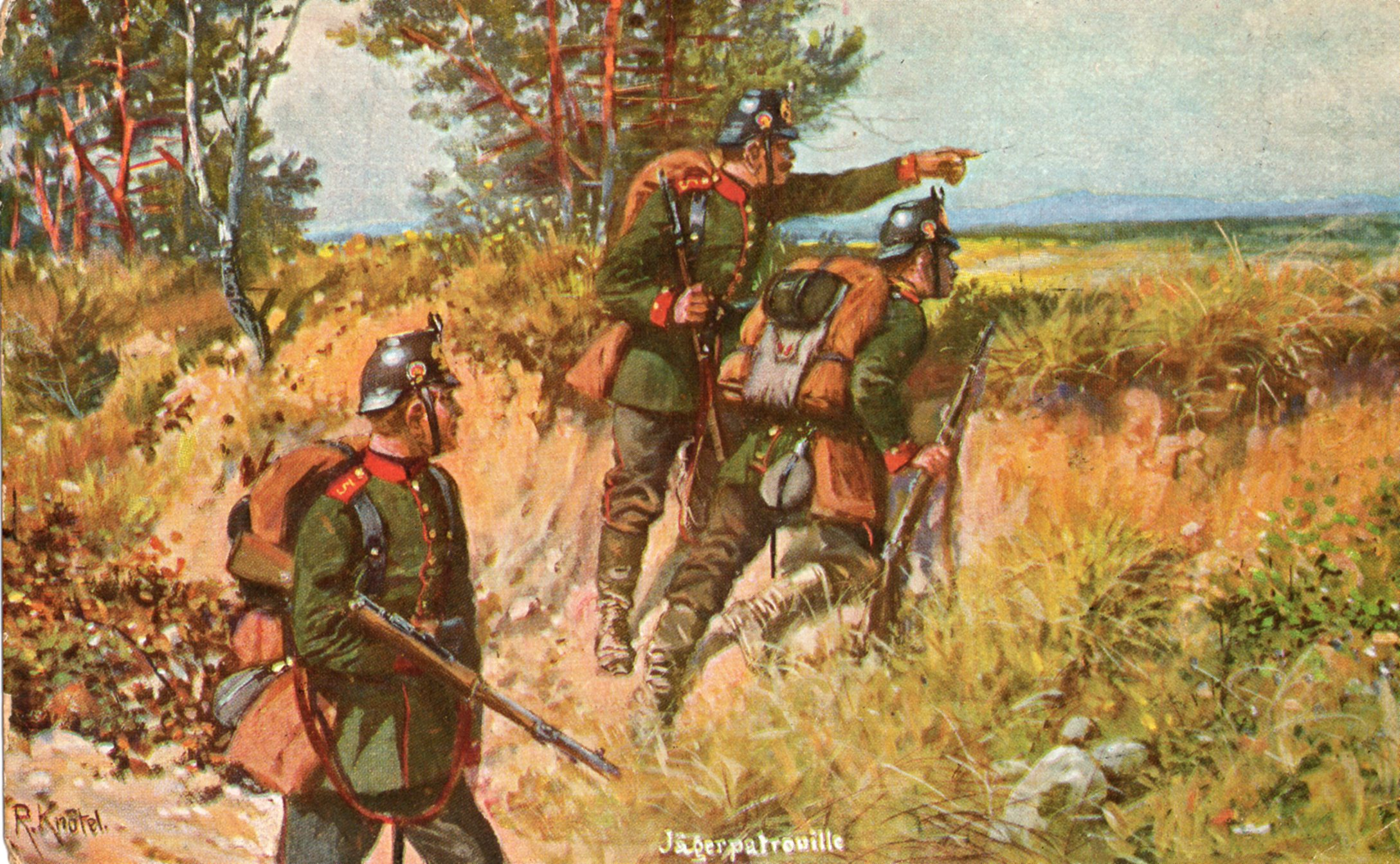
Jägerpatrouille. Gemälde von Richard Knötel um 1910

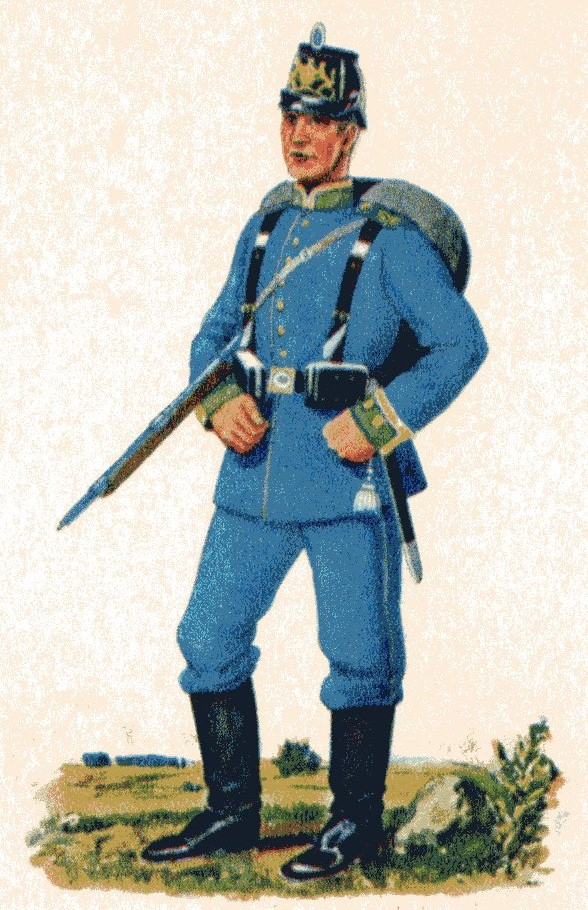
Königlich Bayerisches Jägerbataillon Nr. 2 Aschaffenburg. Oberjäger, feldmarschmäßig, um 1910

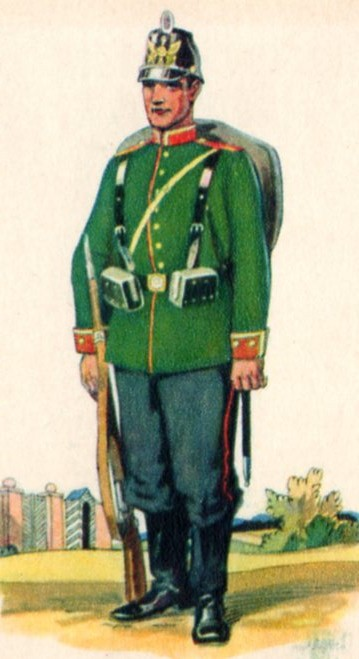
Königlich Preußisches Jägerbataillon Nr. 1 Ortelsburg. Oberjäger, feldmarschmäßig, um 1910

Nach dem Debakel von 1806 und den anschließenden Scharnhorstschen Reformen sollte der Jägertruppe in den Befreiungskriegen eine herausgehobene Stellung zukommen. Bereits 1809 hatte Ferdinand von Schill die Infanterie seines Freikorps überwiegend als Jäger organisiert. Mit einem Erlass des preußischen Königs Friedrich Wilhelm III. zum Kriegsbeginn 1813 wurden zahlreiche freiwillige Jägerdetachements gebildet. Diese mussten selbst für Ausrüstung und Bewaffnung sorgen, waren im Gegenzug jedoch dazu ermächtigt, sich ihre Offiziere selbst zu wählen. Bei den Linien- und Gardetruppen trugen die Freiwilligen Jäger die Uniform im Schnitt und mit den Abzeichen des jeweiligen Regiments, jedoch von dunkelgrüner Grundfarbe, lediglich beim Lützowschen Freikorps trugen auch die Jäger schwarze Uniformen. Eine weitere Besonderheit bestand darin, dass auch Juden, die damals keinen Waffendienst leisten konnten, diesen Detachements beitreten durften.
In der Neupreußischen Heeresorganisation wurden 1821 die vorhandenen vier Jäger- und Schützenbataillone der Linientruppen als Verband aufgelöst und in Abteilungen zu zwei Kompanien den Armeekorps unterstellt. Ausrüstung und Auftrag der Jäger und Schützen blieben identisch und nur der Name aus Traditionsgründen unterschiedlich. Daneben bestand beim Gardekorps je ein Bataillon Jäger und Schützen.
Bei der Roonschen Heeresreform 1860 wurden die Abteilungen zu Bataillonen vermehrt und einheitlich als Jäger benannt. Nur das Garde-Schützen-Bataillon behielt aus der Tradition seine Bezeichnung.
Die Bedeutung der Jäger als Truppengattung nahm im späten 19. Jahrhundert in dem Maße ab, wie die Kolonnentaktik bei der Infanterie durch das Schützengefecht ersetzt und die gesamte Infanterie mit gezogenen Waffen ausgerüstet wurde. Die Jägerbataillone in Deutschland wurden nach 1871 als unmittelbare Kampftruppe auf Korpsebene für Schwerpunkte des Gefechts oder bei ungünstigen Geländebedingungen eingesetzt.
Vor Ausbruch des Ersten Weltkriegs bestanden im deutschen Feldheer ein Garde-Jäger-Bataillon, ein „Garde-Schützen-Bataillon“ und 18 Jägerbataillone sowie als Kuriosum innerhalb der Linieninfanterie das Schützen-(Füsilier-)Regiment „Prinz Georg“ (Königlich Sächsisches) Nr. 108. In der Regel wurde je Armeekorps eine Infanterie-Brigade durch ein Jäger-Bataillon verstärkt, und nicht direkt dem Korps unterstellt und daher keine Korpstruppen. Nur das württembergische Kontingent hatte keine Jäger.
Von der abweichenden Kampfweise der Jägerverbände gingen wiederholt Innovationsschübe für die Infanterietaktik aus, die jedoch in einen stagnierenden Gesamtkontext in der damaligen preußischen Armee mit ihren Kaisermanövern einzuordnen ist. So wurden 1899 das Maschinengewehr in eigenen Maschinengewehr-Abteilungen mit gleicher Ordnungsnummer und ab 1913 das Fahrrad bei den Jägertruppen erprobt und eingeführt, als die Infanterie noch zu Fuß marschierte. Beide wurden 1913 in die Jägerbataillone als 5./Maschinen-Gewehr-Kompanie und 6./Radfahrer-Kompanie eingegliedert. Wie beim Hannoverschen Jäger-Bataillon Nr. 10 in Goslar wurde um 1900 mit der Skiausbildung begonnen. Scharfschützen wurden planmäßig erst 1915 während des Ersten Weltkriegs in die Jäger-Bataillone eingegliedert. Ab Beginn jedoch führten einige Jäger aus eigener Initiative Zielfernrohrgewehre. Während des Krieges wurden aus einigen mit eingegliederten Pionieren und schweren Infanteriewaffen wie Sturmhaubitzen Jägerbataillone in Sturmbataillone umgegliedert.
Die meisten Jägerbataillone wurden während des Krieges jedoch in die neugebildeten „Jägerregimenter“ eingegliedert und außerdem die Jäger-Division formiert. Wesentliche Teile stellten sie auch in der Ostsee-Division, die im Baltikum eingesetzt wurde, oder im Asien-Korps in Palästina.
Im deutschen Heer hatte jedes Jägerbataillon 10 bis 12 abgerichtete Kriegshunde, deren Einsatz im 19. und 20. Jahrhundert infolge des Grabenkriegs wieder wichtig wurde. Sanitätshunde halfen beim Auffinden von Verletzten. Vorpostenhunde unterstützten Wachen und trugen Meldungen von Feldposten oder Patrouillen zurück. Ziehhunde wurden eingesetzt, um die Frontsoldaten mit Munition zu versorgen.
Diese Gliederung und Ausrüstung hat sich bis in die heutige Zeit als Grundgliederung der Infanterie bewährt, zusammen mit dem Gefechtsdienst im Angriff durch das Stoßtruppverfahren. In die Jägerbataillone, später Sturmbataillone, wurde 1916 Minenwerfer eingegliedert.
Über die besondere Art der Gefechtsführung der Jägertruppe verfasste Erwin Rommel das Buch „Infanterie greift an“, das sich mit seinen Kriegserlebnissen im Ersten Weltkrieg als Kompaniechef des WGB beschäftigt, des Württembergischen Gebirgsbataillons.
Bis zum Ersten Weltkrieg wurden Jägerverbände häufig in Verbindung mit Kavallerie zur Flankensicherung und in offenen Geländeräumen zwischen Großverbänden sowie voraus als Schützenschleier eingesetzt; sie sicherten so den eigenen Großverband, dem sie unterstellt waren, gegen Umfassung ab. Gleichzeitig wurden sie immer als infanteristischer Schwerpunktverband insbesondere in schwierigem Gelände (wie dem Hartmannsweiler Kopf in den Vogesen) herangezogen. Mit Aufkommen der Stoßtrupptaktik dienten Teile der Jäger zur Bildung von Sturmbataillonen, die wesentlich von Major Willy Rohr am Hartmannsweiler Kopf und von General Oskar von Hutier an der Ostfront als neue Taktik entwickelt wurden.
Das 27. Jägerbataillon der Finnischen Jäger bildete den Kern der späteren finnischen Armee. Dessen Truppenfahne wird noch heute von der finnischen Armee geführt.
In Deutschland ging im Ersten Weltkrieg aus der Jägertruppe durch eine erweiterte Ausbildung die Gebirgsjägertruppe hervor.

### Reichswehr
In der Reichswehr übernahmen Bataillone in den Infanterie-Regimentern die Tradition der Jäger-Bataillone der alten Armee. Jede Division der Reichswehr, welche aus je 3 Infanterie-Regimentern bestanden, besaß ein Jäger-Bataillon. Als Jäger-Bataillon bezeichnet wurden das I./IR 2, II./IR 4, III./IR 7, I./IR 10, III./IR 15 und III./IR 17. Das III./IR 19 wurde als Gebirgsjäger-Bataillon geführt, die Soldaten erhielten eine entsprechende Gebirgsausbildung. Die restlichen Jägereinheiten wurden speziell für den Kampf in waldreichem Gelände ausgebildet, im Winter unter anderem für den Einsatz auf Skiern.

### Wehrmacht
Nach der Vergrößerung der Wehrmacht bis zum Sommer 1939 fiel das III./IR 7 weg, dafür erhielt das IR 83 als III. Bataillon ein Jäger-Bataillon. Das III.(Geb.Jg.)/IR 19 wurde 1935 aufgelöst und stellte zum Teil den Stamm für die ersten beiden Gebirgs-Jäger-Regimenter 99 und 100 der Gebirgsbrigade der Wehrmacht. Diese wurde nach Aufstellung und Unterstellung des Gebirgs-Jäger-Regiments 98 am 1. Januar 1938 zur 1. Gebirgs-Division umgegliedert.
Um die traditionell guten Verbindungen zur Finnischen Armee zu stärken, wurde am 17. November 1941 durch das Oberkommando des Heeres befohlen, dass das III. Bataillon des Infanterieregiments 92 die Bezeichnung III. (Jäger-)Bataillon bzw. Jägerbataillon „Finnland“ zu führen hatte und damit in die historischen Fußstapfen des früheren Finnischen Jäger trat.
Die 1936 aufgestellte Fallschirmjägertruppe der Luftwaffe berief sich auf die Jägertruppe und führte als Bezeichnung für den untersten Mannschaftsdienstgrad die Bezeichnung „Jäger“ ein.
Während des Zweiten Weltkriegs wurden Jäger-Divisionen aufgestellt, die im Gegensatz zur Gliederung einer Infanterie-Division der Wehrmacht mit drei Infanterie-Regimentern nur über zwei Jäger-Regimenter verfügten. Zudem wies das Divisions-Artillerieregiment keine schwere und nur zwei mittlere Artillerieabteilungen auf. Sowohl die Infanterie-Divisionen wie auch die Jäger-Divisionen waren nicht motorisiert und marschierten zu Fuß in den Einsatz oder wurden über weite Strecken im Eisenbahntransport verlegt. Aus Teilen der Jägerbataillone wurden, unter Ausgabe von Sonderausrüstung wie Fallschirmjägerhelmen, Sturmgeschütz-Blusen und Bergstiefeln, Skijäger als besondere Abteilungen für den Kampf in ungünstigem Gelände wie Sumpf oder großen Waldgebiete gebildet.
Aufgestellt wurden durch Umgliederung in der 12. Aufstellungswelle die 5. Jäger-Division, 8. Jäger-Division, 28. Jäger-Division, 97. Jäger-Division, 100. Jäger-Division, 101. Jäger-Division, 104. Jäger-Division sowie die 1. Skijäger-Division. Ein wesentlicher Unterschied in den Aufträgen und Einsatzräumen zu normalen Infanterie-Divisionen ergab sich im Verlauf der Operationen im Osten jedoch nicht.

### Bundesgrenzschutz
Im Bundesgrenzschutz wurden die Beamten der Amtsbezeichnung des einfachen Dienstes als Grenzjäger – mit den Dienstgraden Grenztruppjäger, Grenzoberjäger und Grenzhauptjäger bezeichnet. Im Rahmen der Grenzschutzdienstrechtsreform 1976 verlor der BGS seine paramilitärische Ausrichtung, die Angehörigen dieser Dienstgradgruppe wurden in den mittleren Dienst überführt und unabhängig von ihrem vorherigen Dienstgrad zu Polizeioberwachtmeistern ernannt.

### Bundeswehr
Die Jägertruppe ist eine Truppengattung im Heer der Bundeswehr. Die Jägertruppe zählt zu den Kampftruppen des Heeres und bildet zusammen mit der Fallschirmjägertruppe und der Gebirgsjägertruppe die Infanterie des Heeres. Auftrag der Jägertruppe ist der Kampf gegen Infanterie im Mittelgebirge, in Wäldern und urbanem Gelände.
Seit der Heeresstruktur III waren jeder Division als Divisionstruppen u. a. zwei gekaderte Jägerbataillone unterstellt. Nur der 6. Panzergrenadierdivision unterstanden mit den Jägerbataillonen 66 (MTW) und 67 aktive Verbände.
Ab 1972 wurden im Territorialheer in den Wehrbereichskommandos zunächst je eines der teilaktiven Heimatschutzkommando 13 bis 18 aufgestellt und u. a. Jägerbataillone unterstellt. Diese wurden 1982 in die Heimatschutzbrigaden 51 bis 56 umbenannt, und der ersten und letzten Heimatschutzbrigade aktive Jägerbataillone unterstellt, u. a. das Jägerbataillon 511 der Heimatschutzbrigade 51. Diese Brigaden wurden als Verstärkungskräfte jeweils einer Felddivision unterstellt. Die Heimatschutzbrigade als vierte der 6. Panzergrenadierdivision, die mechanisierte Heimatschutzbrigade 56 der 1. Gebirgsdivision, die damit von der Gliederung eine vollumfängliche mechanisierte Division mit zusätzlicher Gebirgsbridade wurde. Alle anderen Jägerverbände waren mobilmachungsabhängig.
Traditionen der Jägerverbände wie der Kasseler Jäger und der Marburger Jäger in Hessen wurden unter diesen Bezeichnungen der preußischen Armee auch in den Jägerbataillonen des Territorialheeres der Bundeswehr fortgeführt.
Die Deutsch-Französische Brigade wurde 1989 aufgestellt. Ihre deutschen infanteristischen Anteile bestehen aus den Jägerbataillonen 292 und 291 (TPz).
Im Zuge der Gliederung des Heeres der Bundeswehr in der Struktur Neues Heer im Zeitraum von 2003 bis 2010 wurde die Jägertruppe umgegliedert, die Masse der wenigen aktiven und alle nicht aktiven Jägerbataillone aufgelöst. Im Jahr 2006 hat die Bundeswehr, in Anlehnung an die Tradition der Jägertruppe, bei der Aufstellung des neuartigen luftverlegbaren Jägerregiments 1 dessen Hauptkontingent und Stab in Schwarzenborn in Nordhessen stationiert. Es wurde bewusst eine Garnison gewählt, die im historischen Ursprungsraum der Jägertruppe liegt.
Die Jägertruppe – Jägerbataillon 91, Rotenburg (Wümme), Jägerbataillon 1, Schwarzenborn und Jägerbataillon 413, Torgelow – wird mit der Neugliederung HEER2011 zur mit Radpanzern GTK ausgestatteten Infanterie umgegliedert. Je ein Bataillon wird, wie vormals die Grenadierkompanie MTW innerhalb der Panzergrenadierbataillone, einer der mechanisierten Brigaden der 1. Panzerdivision unterstellt. Die Jägerbataillone 291 und 292 bleiben weiterhin der Deutsch-Französischen Brigade, und damit der 10. Panzerdivision unterstellt, und sind mit TPz Fuchs und GTK ausgestattet. Dieser ist zusätzlich die Gebirgsjägerbrigade 23 mit einem Gebirgsjägerbataillon (GTK) unterstellt.
Bis in die 60er Jahre war in den infanteristischen Truppengattungen die Bezeichnung für die niedrigsten Unteroffizierdienstgrade Oberjäger und Stabsoberjäger. Allerdings gab es für diese informelle und weit verbreitete Praxis keine Rechtsgrundlage in Form einer entsprechenden Anordnung des Bundespräsidenten.
Jäger ist in der deutschen Bundeswehr der niedrigste Dienstgrad von Soldaten der Truppengattungen Fallschirmjäger, Gebirgsjäger und Jäger, bis 1991 auch Soldaten im Wachbataillon beim Bundesministerium der Verteidigung, danach dort Grenadier.

### Nationale Volksarmee
In der Nationalen Volksarmee der DDR wurde keine Jägertruppe aufgestellt. Als Einheitsinfanterie kannte man nur die Truppengattung der mot.- Schützen (motorisierte Schützen) als mechanisierte Infanterie, die sich hinsichtlich Stärke und Ausrüstung an das Vorbild der Sowjetarmee anlehnte. Sie stellten – zusammen mit der Panzertruppe – das Rückgrat der Landstreitkräfte dar.

## Streitkräfte anderer Länder

### Großbritannien
Die englische Armee rekrutierte erstmals deutsche Jägertruppen als Scharfschützen während des Siebenjährigen Krieg in Nordamerika sowie im späteren Amerikanischen Unabhängigkeitskrieg.
Jäger bildeten Soldaten der Rangerkompanien unter Robert Rogers und anderen Kompanieführern auf dem Nordamerikanischen Kontinent.
Nach den Erfahrungen im Krieg mit den braunschweigischen und hessischen Jägern der Subsidientruppen stellte die British Army das 60th (Royal American) Regiment (später King’s Royal Rifle Corps) und 1800 die 95th Rifles (später: Rifle Brigade) auf. Beide waren mit der Baker Rifle ausgestattet.
Zwei Jägerbataillone dienten 1807 bis 1814 in der King’s German Legion. Ein Jägerbataillon in der unter britischem Kommando kämpfenden Schwarzen Schar mit den Braunschweig-Lüneburgschen Jägern.
Tradition der Rifles ist es seit der Peninsula-Schlacht, dass die Offiziere wöchentlich einmal mit den Mannschaften essen und stellt eine frühe Form der Inneren Führung dar. Nach den Napoleonischen Kriegen wandelte man einige Linien-Regimenter zu Jägern um, fasste diese aber in folgenden Heeresreformen seit dem Zweiten Weltkrieg sukzessive zusammen, so dass heute nur noch das Regiment „The Rifles“ besteht. Die englischen Royal Green Jackets führen als Reminessens an ihre Herkunft als Signalinstrument das Signalhorn im Barettabzeichen, deren Signale gleichen bis heute den deutschen Jagdsignalen. Die aus in Nepal rekrutierten Soldaten bestehenden Gurkha-Rifles-Regimenter wurden im Rahmen von Heeresreformen zu den „Royal Gurkha Rifles“ zusammengefasst. Rifles und Gurkhas sind nicht königliche Linieninfanterie und stehen nicht in der Rangliste der Infanterieregimenter – bedingt durch den Gards Parachute Platoon gehört das Parachute Regiment als letztes Regiment in der Rangreihenfolge zur Linieninfanterie der königlichen Regimenter und ist keine Leichte Infanterie.
Neu aus bestehenden Regimentern der leichten Territorial Infanterie werden drei Rangerbataillone für den Kampf in der Tiefe und den Flanken aufgestellt.

### Nordamerika und USA
In Nordamerika und den USA stellten die His Majesty's Independent Companies of American Rangers unter Robert Rogers und in der US-Army die United States Army Rangers sowie in Folge die United States Army Special Forces Command (Airborne) deren Nachfolger.

### Russland
Eine Besonderheit der russischen Streitkräfte waren seit dem 18. Jahrhundert die Feldjäger aus preußischen Feldjägeroffiziern, die in russische Dienste übergetreten waren. Der Begriff hat in Wortbildungen wie dem Feldjägerkurierdienst (russisch Фельдъегерская почтовая связь / de: feldjägerskaja potschtowaja swjas) die Zeiten bis heute überdauert.

### Finnland
Die heutigen Verteidigungskräfte Finnlands führen sich auf die Finnischen Jäger zurück, die während des Ersten Weltkrieges aufgestellt wurden. Davor war Finnland seit 1809 Bestandteil des Russischen Zarenreich und stellte die Finnische Garde in der Kaiserlich Russischen Armee. Die heutige finnische Infanterie wird als Jäger bezeichnet.

### Österreich

#### Österreich-Ungarn (1867–1918)
In der österreichisch-ungarischen Armee gab es traditionell ebenfalls pro forma eine Jägertruppe aus – nur letztere dienten als Jägertruppe
- k.u.k. Kaiserjäger
- k.u.k. Feldjäger

Eine Aufstellung der österreichischen Jäger findet sich in der Liste der k.u.k. Kampftruppen im Juli 1914.
Der unterste Dienstgrad (auch bei den nicht zu den Jägern zählenden k.k. Landesschützen) war Jäger, der Korporal als unterster Unteroffiziersdienstgrad wurde „Unterjäger“ genannt. Dies ist analog zu sehen mit der Dienstgradbezeichnung Oberjäger für den Unteroffizier, der als Unteroffiziersdienstgrad über dem Korporal steht. Über dem Zugsführer stand der Oberjäger (Feldwebel) und darüber der Stabsoberjäger (Stabsfeldwebel).

k.u.k. Jäger-Dienstgradabzeichen
Patrouillenführer
Unterjäger
Zugsführer
Offiziersstellvertreter der Jägertruppe (Feldbluse M16)

#### Bundesheer
Das österreichische Bundesheer bezeichnet seine Infanterie als Waffengattung Jäger. Traditionell tragen diese die grüne Waffenfarbe am Revers und ein grünes Barett. Diese sind aber wie Grenadiere mechanisiert und kämpfen zusammen mit der Panzertruppe das Gefecht der verbundenen Waffen. Auch nach Umsetzung der Bundesheerreform bis 2010 werden Jäger mit ca. 10.000 Soldaten (acht Jägerbataillone und das Gardebataillon) den größten Teil des Bundesheeres ausmachen. Neben diesen aktiven Einheiten werden ferner zehn Mob-Jägerbataillone (eines pro Bundesland, zwei in Wien) existieren. Im Zuge der Milizreform werden für einzelne Bezirke je eine Milizkompanie aufgestellt, die dem territorial zuständigem Mob-Bataillon und Militärkommando angegliedert sind.
Bestandteile der österreichischen Jägertruppe sind auch die
- Gebirgsjäger der 6. Jägerbrigade (Gebirgskappe mit Edelweiss statt Barett), ihre Jägerschule befindet sich in Saalfelden, die
- Garde des Bundesheeres (Waffenfarbe: scharlachrot), die in der Maria-Theresien-Kaserne in Wien stationiert ist und vorwiegend Repräsentationsaufgaben wahrnimmt sowie zusätzlich im Häuserkampf ausgebildet wird und die
- Fallschirmjäger des Jägerbataillon 25 (Waffenfarbe: bordeauxrot).

### Belgien
Die Ardennenjäger sind bis heute mit einem Bataillon Teil des belgischen Heeres. Das ursprüngliche Regiment wurde 1933 unter diesem Namen aufgestellt. Im dreisprachigen Belgien gab es in der Armee mit dem Bataillon der Ardennenjäger in Vielsalm bis 1994 auch einen deutschsprachigen Verband. Emblem des Bataillons und ursprünglichen Regiments ist ein Eberkopf.

### Frankreich
Der aus Deutschland stammende Offizier Johann Christian Fischer stellte in den Schlesischen Kriegen ein nach ihm benanntes Jägerkorps auf, das 1776 aufgelöst wurde.
Bei den Bataillonen der kurz vor der Revolution von 1789 aufgestellten Leichten Infanterie wurden die Soldaten der Zentrumskompanien als Jäger bezeichnet. Sie konnten in offener Formation kämpfen, waren allerdings lediglich mit Musketen ausgestattet. Gleiches galt für die zur alten Kaisergarde zählenden Regimenter der Jäger zu Fuß. Bei Verschmelzung der Nationalgarde mit der alten königlichen Armee hatten die Jäger die blaue Grundfarbe des Rockes übernommen, erhielten jedoch statt weißer Hosen und Rabatten blaue.
Die Armée de terre verfügt auch heute noch mit den Chasseur à pied über Jägertruppen. Im neuen Heer sind diese noch als mechanisierte Jäger gleich Füsilieren anderer Heeresstreitkräfte in der 2e brigade blindée – (2. Gepanzerte Brigade) mit dem 16e bataillon de chasseurs – (16. Jägerbataillon) mit „VBCI“ in Bitche eingebunden.

### Afrika
In Ost- und südlichem Afrika wurden in den britischen Kolonien und den nach dem Ersten Weltkrieg unter britischer Verwaltung stehenden ehemaligen deutschen Kolonien, teilweise durch Wiedereinstellung vormals deutscher Askaris, Bataillone der King’s African Rifles aufgestellt. Diese dienten mehr zum Schutz in den jeweiligen Kolonien und der Aufrechterhaltung des Kolonialstatus. Nach der Unabhängigkeit der jeweiligen Gebiete nach dem Zweiten Weltkrieg gingen aus diesen die jeweiligen nationalen afrikanischen Armeen hervor. Im sich unabhängig erklärten Rhodesien gehörte die aus den rhodesischen KAR hervorgegangenen Rhodesian Light Infantry zu den Jägertruppen, die auch Fallschirmsprungeinsätze durchführte und luftbeweglich operierte. Die Regimentsuniform war grün.